# Urmas Reinsalu
Urmas Reinsalu (ur. 22 czerwca 1975 w Tallinnie) – estoński polityk, urzędnik i samorządowiec, poseł do Zgromadzenia Państwowego, minister obrony w latach 2012–2014, minister sprawiedliwości w latach 2015–2019, minister spraw zagranicznych w latach 2019–2021 i 2022–2023.

## Życiorys
Ukończył w 1997 prawo na Uniwersytecie w Tartu. W 2007 podjął studia doktoranckie. W latach 1996–1997 pracował jako urzędnik w Ministerstwie Sprawiedliwości, od 1998 do 2001 był dyrektorem biura prezydenta Lennarta Meriego. W 2001 wstąpił do partii Res Publica założonej przez Juhana Partsa, został jej sekretarzem politycznym (do 2002). W 2002 został radnym miejskim Tallinna, wykładał także w akademii służby publicznej. Członek estońskiego zrzeszenia prawników.
W wyborach w 2003 po raz pierwszy uzyskał mandat posła do Zgromadzenia Państwowego X kadencji. W 2006 został członkiem partii Isamaa ja Res Publica Liit, powstałej z połączenia jego dotychczasowej formacji i Związku Ojczyźnianego. Z ramienia IRL w 2007 i 2011 był wybierany na deputowanego XI i XII kadencji. 28 stycznia 2012 zastąpił Marta Laara na stanowisku przewodniczącego swojego ugrupowania. 14 maja tego samego roku zastąpił go również na urzędzie ministra obrony. Stanowisko to zajmował do 26 marca 2014.
W 2015, 2019 i 2023 uzyskiwał mandat poselski na kolejne kadencje.
9 kwietnia 2015 powrócił do administracji rządowej jako minister sprawiedliwości w drugim rządzie Taaviego Rõivasa. 6 czerwca tegoż roku na funkcji przewodniczącego IRL zastąpił go Margus Tsahkna. 23 listopada 2016 ponownie mianowany ministrem sprawiedliwości w utworzonym wówczas rządzie Jüriego Ratasa.
W urzędującym od 29 kwietnia 2019 drugim rządzie dotychczasowego premiera objął stanowisko ministra spraw zagranicznych. Funkcję tę pełnił do 26 stycznia 2021. Powrócił na ten urząd 18 lipca 2022, dołączając wówczas do nowo powołanego drugiego gabinetu Kai Kallas. Stanowisko to zajmował do 17 kwietnia 2023. W tym samym roku zastąpił Helira-Valdora Seedera na funkcji przewodniczącego partii Isamaa.

## Odznaczenia
- 1999 – Komandor Orderu Feniksa, Grecja[1]
- 2000 – Wielki Krzyż Zasługi z Gwiazdą Orderu Zasługi Republiki Federalnej Niemiec, Niemcy[1]
- 2001 – Komandor Legii Honorowej, Francja[12]
- 2013 – Krzyż Wielki Komandorski Orderu „Za Zasługi dla Litwy”, Litwa[1][13]
- 2014 – Krzyż Komandorski z Gwiazdą Orderu Zasługi Rzeczypospolitej Polskiej, Polska[14]
- 2021 – Medal Rady Bałtyckiej[15]

## Życie prywatne
Urmas Reinsalu jest żonaty, ma dwoje dzieci.